# Pseudochorthippus curtipennis
Pseudochorthippus curtipennis es una especie de saltamontes de la subfamilia Gomphocerinae, familia Acrididae. Esta especie se distribuye en Norteamérica (Canadá y Estados Unidos).

## Subespecies
Las siguientes subespecies pertenecen a P. curtipennis:
- Pseudochorthippus curtipennis californicus (Vickery, 1967)
- Pseudochorthippus curtipennis curtipennis (Harris, 1835)